# 宋敞 (西晋)
宋敞（?—?），西晋末年官员，官至侍中。
316年十一月，汉赵大将中山王刘曜攻陷长安外城，晋愍帝派侍中宋敞给刘曜送降书。索綝留下宋敞，派儿子对刘曜说：“今城中粮食还能支持一年，不容易攻克。若许给我以车骑、仪同、万户郡公的官职，请以城降。”刘曜斩杀其子。晋愍帝乘羊车，肉袒衔璧，舆榇出降。刘曜焚榇受璧，让宋敞奉晋愍帝还宫。